# Avocaden
Avocaden ist ein Triol, ein Fettalkohol und ein Alken und kommt als Naturstoff in Avocados vor. Auch eine analoge Verbindung mit einer Dreifachbindung statt einer Doppelbindung (Avocadin) kommt natürlich vor.

## Vorkommen

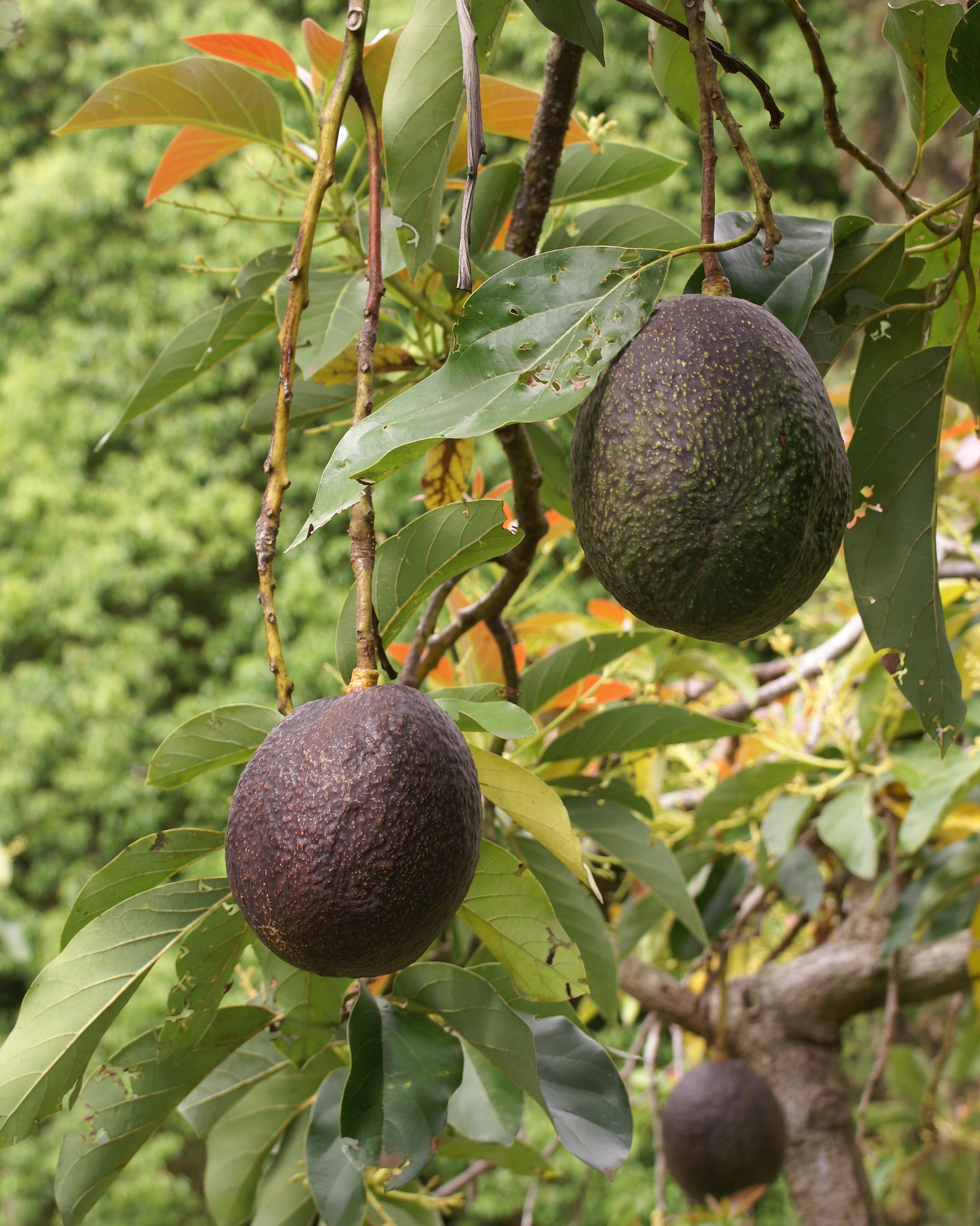
Avocado

Avocaden wurde neben Avocadin und den Monoacetaten der beiden Verbindungen zum ersten Mal 1969 in Avocados nachgewiesen. Das Fruchtfleisch enthält etwa 0,22 mg/g Avocaden in der Trockenmasse, der Kern etwa 0,43 mg/g. Der Gehalt an Avocadin ist in beiden Fällen minimal geringer. Beide Verbindungen kommen auch in der Schale unreifer Früchte vor.

## Synthese
Avocaden kann ausgehend von Avocadin synthetisiert werden. Dazu wird dieses zunächst mit Dimethylphenylsilan und Pentamethylcyclopentadienyltris(acetonitril)ruthenium(II)-hexafluorphosphat in ein Alkenylsilan überführt. Desilylierung mit TBAF ergibt das Avocaden. Auch nichtnatürliche Stereoisomere des Avocadens wurden synthetisiert.

## Eigenschaften
Avocaden wirkt fungizid gegen Colletotrichum gloeosporioides. Es wirkt außerdem in vitro cytotoxisch gegen verschiedene Tumorzelllinien.